# Ленц, Фридрих Давид
Фридрих Давид Ленц (нем. Friedrich David Lenz; 1745—1809) — старший пастор евангелическо-лютеранской церкви св. Иоанна в Дерпте; отец профессора Г. Э. Ленца.

## Биография
Родился 9 (20) сентября 1745 года. Первоначальное образование получил дома и в дерптских школах. Затем приятель его отца, генерал Берг, финансово обепечил его обучение в Кёнигсбергском университете, который он окончил в 1764 году. 
В 1767 году стал пастором в Тарвасту, а в 1779 году занял место своего отца в Дерпте. 
В 1788 году был назначен инспектором городской школы, а с 1 октября 1803 года состоял лектором эстонского и финского языка в Дерптском университете. 
Ему принадлежат следующие сочинения на дерптском наречии эстонского языка:
- «Aija-kalender, kummast kik Kärnerit woiwa öppida, mis tö egga ku ajal sünnip tehha. Letti keelest maa keele ümbre kirjotetu». — Tarto-Linan, 1796;
- «Lühhice oppus kumb sest surest sädusse ramatust woetu om, mes meije armolik Suur Keisre Herra om lasknu trükkida». — Tarto-Linan, 1804;
- «Liwlandi maa-Soldatile kui nemmad peaksid waenlaste wasto söddima minnema». — Tarto-Linan, 1807;
- «Oppetus kuidas marahwas henda kötto-többe eest peab hoidma». — Tarto-Linan, 1807.

Умер 4 (16) декабря 1809 года. После его смерти кафедру возглавил Георг Филипп Август фон Рот.